# Liste lateinischer Abkürzungen
Lateinische Abkürzungen werden auch heute noch oft verwendet. Die Liste enthält bekannte lateinische Abkürzungen.
Im Textbestand kommen variierende Schreibweisen vor. Das betrifft nicht nur das Ausmaß der Abkürzung, sondern auch die Groß-/Kleinschreibung sowie die Verwendung von Abkürzungspunkten und Leerzeichen (zum Beispiel RIP neben R.I.P. und R. I. P.).
Die Liste gibt eine gebräuchliche Variante an oder beschränkt sich auf wenige Varianten.
Abkürzungen lateinischer Vornamen finden sich in den Artikeln Römischer Name#Beispiele und Römischer Vorname.
| Abkürzung                    | Langform                                       | Abk. dt.                          | Bedeutung (Anmerkung) |
| ---------------------------- | ---------------------------------------------- | --------------------------------- | --- |
| a.                           | ad acta                                        | z. d. A.                          | zu den Akten |
| AC, A. C., a. Chr.           | ante Christum                                  | v. Chr.                           | vor Christus, vor Christo |
| a. Chr. n.                   | ante Christum natum                            | v. Chr. Geb.                      | vor Christi Geburt |
| a. c., a. cr.                | anni currentis                                 | lfd. J., d. J.                    | des laufenden Jahres, dieses Jahr (siehe cr.) |
| acc.                         | accepi                                         | erh., eing.,                      | erhalten, mir vorgelegt, eingegangen, angenommen |
| AD, A. D.                    | anno Domini                                    | n. Chr.                           | im Jahr des Herrn, nach Christus |
| ad man.                      | ad manus                                       | z. H., d. d. H., z. eign. Hand    | zu Händen, durch die Hand, zu eigenen Händen, eigenhändig |
| ad. ref.                     | ad referendum                                  | Vmk., Anm., z. Beacht., z. Rspr.  | zum Vermerk, zur Anmerkung/Beachtung/Rücksprache |
| adv.                         | adversus                                       |                                   | gegen, entgegengesetzt (siehe vs.) |
| aet.                         | aetatis suae                                   |                                   | seines Alters (im Kirchenbuch) |
| af.                          | anni futuri                                    | k. J., n. J.                      | kommenden/künftigen Jahres, nächsten Jahres |
| al.                          | alius, alii                                    |                                   | ein anderer, andere (siehe speziell auch et al.) |
| al.                          | alias                                          |                                   | anders, anderswo, bekannt als |
| al.                          | aliter                                         |                                   | anders |
| a. m.                        | ante meridiem                                  |                                   | vormittags (Gegenstück: p. m.) |
| app. a.                      | apponantur acta                                | Akt. bzf., m. d. A.               | den Akten beizufügen/beizulegen, mit den Akten |
| a. pr.                       | anni praesentis                                | g. J.                             | des gegenwärtigen Jahres |
| a. pr.                       | anni praeteriti                                | v. J.                             | des vergangenen Jahres |
| a. u. s.                     | actum ut supra                                 | g. w. o., v. w. o.                | (so) geschehen/verhandelt wie oben [geschrieben] |
| br. m.                       | brevi manu                                     | k. H., i. Urschr.                 | kurzer Hand, kurzweg, in Urschrift (eiliger Brief) |
| c.                           | cum                                            | m.                                | mit |
| c. a.                        | cum annexis                                    | s. A.                             | samt Anhang, samt Zubehör |
| ca.                          | circa                                          | rd.                               | rund, ungefähr, etwa |
| Cal.                         | Calendae                                       |                                   | Kalenden (häufigere Abkürzung: Kal.) |
| c. m.                        | cum curatore marito                            |                                   | im ehemännlichen Beistande |
| cf.                          | confer                                         | vgl.                              | vergleiche (siehe cp.) |
| c. l.                        | citato loco                                    | a. a. O.                          | am angegebenen Ort, am zitierten Ort, an schon zitierter Stelle (Zitat; siehe l. c.) |
| cod.; Pl.: codd.             | codex; Plural: codices                         |                                   | Kodex; Plural Kodices (fachsprachlich) oder Kodexe |
| c. p., cet. par.             | ceteris paribus                                |                                   | unter sonst gleichen Bedingungen |
| cp.                          | compara                                        | vgl.                              | vergleiche (siehe cf.) |
| c. q.                        | casu quo                                       |                                   | in diesem Fall; hier |
| cr.                          | circiter                                       | ugf.                              | ungefähr; annähernd |
| cr.                          | currentis (anni)                               | lfd. J., d. J.                    | des laufenden Jahres, dieses Jahr (siehe a. c., a. cr.) |
| c. s. c.                     | cum sua causa                                  | s. N.-G., s. N.-V.                | samt Nebengebühren, samt Nebenverbindlichkeiten |
| c. t.                        | cum tempore                                    |                                   | „mit Zeit“; an der Universität: Beginn zur vollen Stunde + akademische Viertelstunde (z. B. 14.15 Uhr); vergleiche s. t. |
| CV                           | curriculum vitae                               |                                   | Lebenslauf |
| D.                           | Decretum                                       | D., V., Vf., B.                   | Verfügung, Beschluss, Bescheid, Befehl, Erlass, Verfügung |
| d.                           | dato de                                        | ausgs., erg., ggb., v. T.         | ausgestellt am, ergangen am, gegeben am, vom Tage |
| det.                         | deterior/deteriores                            |                                   | bei codices: (qualitativ) schlechterer (Kodex)/schlechtere (Kodices) |
| det.                         | detectus, -a, -um/detector                     |                                   | entdeckt/Entdecker – in botanischen Pflanzennamen für den Entdecker einer Pflanzengattung |
| dext.                        | dexter                                         |                                   | der rechte |
| D G, DEI GRA                 | Dei gratia                                     |                                   | von Gottes Gnaden (Teil der mittelalterlichen und frühneuzeitlichen Titulatur) |
| doc. ins.                    | documentum insinuationis                       | Zust. U., Z. Sch., Beh. S.        | Zustellungsurkunde, Zustellungsschein, Behändigungsschein, Empfangsschein, |
| D. O. M.                     | Deo Optimo Maximo                              |                                   | dem besten und größten Gotte |
| Dr.                          | Doctor                                         | Dr.                               | Doktor, genauere Unterscheidung durch zusätzliche Abkürzungen, siehe im Artikel Doktor: Unterscheidung nach Fächern |
| DS, D. S.                    | deinde scriptum                                |                                   | „danach geschrieben“: ersetzt eine zweite Unterschrift unter einem Postskriptum |
| DV                           | Deo volente                                    | sGw.                              | so Gott will |
| ead.                         | eadem                                          | dies.                             | dieselbe (Zitat); vergleiche id. |
| e. g., ex. gr.               | exempli gratia                                 | z. B., bspw.                      | zum Beispiel, beispielsweise, beispielshalber (siehe v. c., v. g.) |
| ej.                          | ejusdem (anni/mensis)                          | dess. J., dess. M.                | desselben Jahres/Monats |
| em.                          | emeritus                                       | i. R.                             | im Ruhestand, in den Ruhestand versetzt (Emeritierung) |
| eod.                         | eodem (die)                                    | dens. T., dess. T.                | denselben Tag, am selb(ig)en/gleichen/nämlichen Tage, desselben Tags |
| eqs.                         | et quae sequuntur                              |                                   | und was folgt, und so weiter; siehe auch etc. und et seq. |
| et al.                       | et alii                                        | u. a.                             | und andere (sc. Personen, siehe Zitat); nicht aber: „und anderes“, dafür „etc.“ |
| etc.                         | et cetera                                      | usw., usf.                        | und so weiter, und so fort, und anderes (siehe pp.) |
| et seq.; Pl.: et seqq.       | et sequens; Plural: et sequentes, et sequentia | u. f.                             | und der/die/das Folgende; Plural: und Folgende/Folgendes; siehe auch eqs. |
| F D, FID DEF                 | Fidei Defensor/ Fidei Defensatrix              |                                   | Verteidiger/-in des Glaubens – häufig auf britischen Münzen (Numismatik), bezieht sich auf den üblicherweise abgebildeten britischen Monarchen (defensor für Könige, defensatrix für Königinnen)                                                    |
| h. e.                        | hoc est                                        | d. i., d. h.                      | das ist, das heißt (siehe i. e.) |
| i. a.                        | inter alia                                     | u. a.                             | unter anderem |
| ibid.                        | ibidem                                         | ebd.                              | ebendort, ebenda (Zitat) |
| id.                          | idem                                           | ders.                             | derselbe, dasselbe (Zitat); vergleiche ead. |
| i. e.                        | id est                                         | d. i., d. h.                      | das ist, das heißt (siehe h. e.) |
| i. flag., i. flagr.          | in flagranti                                   |                                   | auf frischer Tat |
| inject.                      | injectio                                       |                                   | Einspritzung, Injektion |
| INRI                         | Iesus Nazarenus Rex Iudaeorum                  |                                   | Jesus von Nazaret, König der Juden |
| Kal., K.                     | Kalendae                                       |                                   | Kalenden (seltenere Abkürzung: Cal.) |
| lat.                         | lateralis (-e)                                 |                                   | seitlich |
| l. c.                        | loco citato                                    | a. a. O.                          | am angegebenen Ort, am zitierten Ort, an schon zitierter Stelle (Zitat; siehe c. l., vergleiche op. cit.) |
| m. c.                        | mortis causa                                   | v. T. w.,                         | von Todes wegen, auf den Todesfall (z. B. donatio m. c.: „Schenkung v. T. w.“) |
| m. m., mut. mut.             | mutatis mutandis                               | m. e. Ä., e. g., entspr. geänd.   | mit entsprechender Änderung, mit sinngemäßer Änderung, entsprechend geändert |
| mon.                         | moneatur                                       | z. e., z. m.,                     | zu erinnern, zu mahnen; wörtlich: „es soll erinnert/gemahnt werden“ |
| m. p., mppria, mppa., mpria. | manu propria                                   | eh., e.h., eigh., gez.            | mit eigener Hand, eigenhändig, gezeichnet |
| m. s.                        | more solito                                    | w. ü., w. gew., Gew.              | in gewohnter Art/Weise, wie üblich/gewöhnlich, wie sonst, gewohntermaßen, Gewohntes |
| m. v.                        | meo voto                                       | m. E.,                            | meines Erachtens |
| N. B., NB.                   | nota bene                                      | wgm., z. B., Anm.                 | wohlgemerkt, zur Beachtung, Anmerkung, Nachtrag, beiläufig, nebenbei, übrigens |
| n. c.                        | nova causa                                     | n. S.,                            | neue Sache |
| NC                           | numerus clausus                                |                                   | Zulassungsbeschränkung (an Hochschulen) |
| n. f.                        | ni fallor                                      | m. W.                             | wenn ich mich nicht irre, wie ich glaube, glaube ich, meines Wissens |
| nem. con.                    | nemine contradicente                           |                                   | ohne Widerspruch, ohne Gegenstimme |
| N.                           | nomen nescio                                   |                                   | „ich kenne den Namen nicht“ |
| N.                           | nomen nominandum                               |                                   | „[noch] zu nennender Name“ |
| op.                          | opus                                           |                                   | Werk (in Verbindung mit der Nummer aus dem Werkverzeichnis eines Komponisten) |
| op. cit.                     | opere citato                                   |                                   | im zitierten Werk (Zitat; vergleiche l. c.) |
| p., pag.                     | pagina                                         | S.                                | Seite (bei der Angabe von Seitenzahlen, bei mehreren Seiten wahlweise p. oder pp.; vergleiche r und v) |
| p. a.                        | per annum                                      | jährl.                            | jährlich |
| pass.                        | passim                                         |                                   | überall, da und dort, verstreut (wenn eine bestimmte Angabe wiederholt an mehreren Stellen eines Werks vorkommt) |
| p. c.                        | peto copiam                                    | A. e., e. A., b. u. A.            | Abschrift erbeten, erbitte Abschrift, bitte um Abschrift |
| p. d.                        | per diem                                       | tägl.                             | täglich |
| per pro.                     | per procurationem                              |                                   | im Namen und in Vollmacht von |
| p. m.                        | post meridiem                                  |                                   | nachmittags (Gegenstück: a. m.) |
| p. m.                        | pro mille                                      | v. T.                             | von Tausend, auf Tausend, für Tausend, Promille |
| P. M.                        | Pontifex Maximus                               |                                   | ursprünglich oberster Wächter des altrömischen Götterkults, später Kaisertitel und dann Titel des Bischofs von Rom (Papst) |
| pp.                          | paginae                                        | S.                                | Seiten (vor Seitenzahlen, wenn mehrere Seiten angegeben werden, wahlweise auch nur p.) |
| pp.                          | perge perge                                    | usw.                              | Synonym zu etc., vor allem in der Gerichtssprache, z. B. „der pp. Müller“ meint „der [usw.] Müller“/„der (vor)genannte, schon erwähnte, schon bezeichnete Müller“; häufig verwendet auch in der Verbindung „etc. pp.“                               |
| P.                           | praemissis praemittendis                       |                                   | „mit Vorausschickung des Vorauszuschickenden“ (d. h. man möge annehmen, der Titel sei vorausgeschickt), in Rundschreiben statt Namen und Titel der einzelnen Empfänger, die eigentlich zu nennen sind, die sich der Schreiber aber eingespart hat   |
| pr. n.                       | pro notitia                                    | z. Beacht./Anm./Bem., z. N.       | zur Beachtung/Erinnerung/Anmerkung/Bemerkung/Kenntnis/Nachricht, nachrichtlich |
| PRN                          | pro re nata                                    |                                   | wie benötigt |
| PS, P. S.                    | post scriptum                                  | NS                                | „nach dem Geschriebenen“ (Anmerkung/Zusatz nach der Unterschrift), siehe Postskriptum; Nachschrift, Nachsatz |
| q. d.                        | quaque die                                     | tägl.                             | täglich, jeden Tag |
| q. e.                        | quod est                                       |                                   | was heißt, was besagt |
| q. e. d.                     | quod erat demonstrandum                        | w. z. b. w.                       | was zu beweisen war (Beweisführung) |
| q. e. f.                     | quod erat faciendum                            |                                   | was zu tun war |
| q. v.                        | quod vide                                      | s. d.                             | siehe dies, siehe dort |
| r                            | (folio) recto                                  |                                   | „auf richtigem (Blatt)“ (einer arabischen Zahl nachgestellt), bei blattweiser Paginierung von Büchern oder Handschriften zur Bezeichnung der Vorderseite; Eselsbrücke: im aufgeschlagenen Buch die rechte Seite (Gegenteil: v; vergleiche p., pag.) |
| REG                          | Regina                                         | Kgin., Kgn.                       | Königin |
| repr.                        | reproducatur                                   | vorz., vz., w. v.,                | vorzulegen, wieder vorzulegen (z. B. „repr. n. 8 Tagen“: Frist 8 Tage) |
| rescr.                       | rescribatur                                    | z. a., z. antw., Antw., z. besch. | zu antworten, zu bescheiden |
| resp.                        | respondeatur                                   | z. a., z. erw., Antw.             | zu antworten, zu erwidern, Antwort |
| R. I. P.                     | requiescat in pace                             |                                   | Möge er/sie in Frieden ruhen, (er/sie) Ruhe in Frieden |
| R. P.                        | res publica                                    |                                   | (römische) Republik |
| RSR                          | redeunt Saturnia regna                         |                                   | „Das Goldene Zeitalter kehrt wieder“ (ex Vergil, 4. Ekloge, Vers 6), lange Zeit unentschlüsseltes Kürzel auf spätrömischen Münzprägungen in Britannien                                                                                              |
| s.                           | sive; seu                                      | od., o.                           | oder |
| s. a.                        | sine anno                                      | o. J.                             | ohne Jahr, ohne Jahresangabe |
| S. C., SC                    | senatus consultum                              |                                   | Beschluss des Senats, Senatsbeschluss |
| S. C., SC                    | senatus consulto                               |                                   | „aufgrund eines Senatsbeschlusses“ |
| sc., scil.                   | scilicet (scire licet)                         | d. h., näml.                      | das heißt, also, nämlich (im Sinne von: „gemeint ist“ oder „man ergänze“; siehe auch viz.) |
| s. d.                        | sine data                                      | o. D.                             | ohne Datumsangabe (in Literaturnachweisen) |
| sec.                         | secundus (-a, -um)                             | 2.                                | zweiter |
| sinist., sin.                | sinister                                       |                                   | der linke |
| s. l., s. lat.               | sensu lato                                     | i. w. S.                          | im weiten Sinne (Gegenstück: s. s., s. str.) |
| s. l.                        | sine loco                                      | o. O.                             | ohne Ortsangabe (in Literaturnachweisen) |
| s. p.                        | sine pagina                                    | o. S.                             | ohne Seitenangabe (in Literaturnachweisen) |
| S. P. D.                     | salutem plurimam dicit                         |                                   | (er) sagt besten Gruß, (er) sagt schönsten Gruß |
| SPQR                         | Senatus Populusque Romanus                     |                                   | Senat und Volk Roms |
| sq., sqq.                    | sequentia                                      | f., ff.                           | [und] folgende [Seite]; [und] folgende [Seiten] |
| s. s.                        | summa summarum                                 |                                   | alles in allem, insgesamt |
| s. s., s. str.               | sensu stricto                                  | i. e. S.                          | im engen Sinne (Gegenstück: s. l., s. lat.) |
| s. t.                        | sine tempore                                   |                                   | „ohne Zeit“, pünktlich; an der Universität: Beginn zur vollen Stunde (z. B. 14.00 Uhr); vergleiche c. t. |
| s. v.                        | sub voce, sub verbo                            |                                   | „unter dem Stichwort“ (bei Hinweisen auf ein Stichwort in einem Lexikon) |
| tert.                        | tertius (-a, -um)                              | 3.                                | dritter |
| v                            | (folio) verso                                  |                                   | „auf gewendetem (Blatt)“ (einer arabischen Zahl nachgestellt), bei blattweiser Paginierung von Büchern oder Handschriften zur Bezeichnung der Rückseite; im aufgeschlagenen Buch die linke Seite (Gegenteil r; vergleiche p., pag.)                 |
| v.                           | versus                                         | V.                                | versūs (Verse) |
| V                            | visum                                          |                                   | „gesehen“, bei den antiken Gelehrten Randnotiz in Texten im Sinne von „(pädagogisch) brauchbar, gute Textstelle“, modernisiert als Häkchen ✓; entspricht dem Kürzel ☧ (ΧΡ) für χρηστός chrēstós („brauchbar, nützlich“) in griechischen Texten      |
| v. c., v. g.                 | verbi causa,verbi gratia                       | z. B.                             | zum Beispiel (siehe e. g., ex. gr.) |
| v. i.                        | vide infra                                     | s. u.                             | siehe unten (Gegenstück: v. s.) |
| viz.                         | videlicet (videre licet)                       |                                   | nämlich, das ist (siehe auch sc., scil.) |
| v. s.                        | vide supra                                     | s. o.                             | siehe oben (Gegenstück: v. i.) |
| vs.                          | versus                                         |                                   | gegen (siehe adv.) |
| v.                           | vice versa                                     |                                   | umgekehrt, entgegengesetzt, spiegelbildlich, wechselseitig, wechselweise |
| vv.                          | versūs                                         | V.                                | Verse, siehe v. |